# Stenoxia albopunctata
Stenoxia albopunctata är en fjärilsart som beskrevs av Walker 1862. Stenoxia albopunctata ingår i släktet Stenoxia och familjen nattflyn. Inga underarter finns listade i Catalogue of Life.